# シャンプー (映画)
『シャンプー』（Shampoo）は、1975年にアメリカ合衆国で公開された映画。監督はハル・アシュビー。
第48回アカデミー賞において、有閑マダム役で出演したリー・グラントが、アカデミー助演女優賞を受賞している。
主演の ウォーレン・ベイティとヒロインの ジュリー・クリスティは、当時プライベートでも恋人関係にあった。本作は、その後「スター・ウォーズ」のレイアでブレイクする キャリー・フィッシャーの劇場用映画デビュー作でもある。

## あらすじ
自分の店を持つという夢を掲げる主人公の美容師ジョージはモテモテだ。有閑マダムや若い女や政治家の愛人にも手を出す。「女なんて厄介だ」「女たちの話を聞いたことがあるか？ ファックの話以外はないんだ」「女の頭はSEXでいっぱいなんだ」そんなジョージだったが、最終的には女も夢も失い、ひとりぼっちになってしまう。

## スタッフ
- 監督：ハル・アシュビー
- 脚本：ロバート・タウン、ウォーレン・ベイティ

## キャスト
※括弧内は日本語吹替（初回放送1987年5月8日 TBS『金曜ロードショー』）
- ジャッキー：ジュリー・クリスティ（鈴木弘子）
- ジョージ：ウォーレン・ベイティ（津嘉山正種）
- ジル：ゴールディ・ホーン（潘恵子）
- レスター：ジャック・ウォーデン（富田耕生）
- フェリシア夫人：リー・グラント（榊原良子）
- ルアナ・アンダース
- スーザン・ブレイクリー
- キャリー・フィッシャー
- トニー・ビル
- ブラッド・デクスター
- ハル・バックリー

## 受賞/ノミネート

### アカデミー賞
第48回アカデミー賞において。
| 受賞       | 人物                                              |
| 助演女優賞 | リー・グラント                                    |
| ノミネート |                                                   |
| 美術賞     | Richard Sylbert W. Stewart Campbell George Gaines |
| 助演男優賞 | ジャック・ウォーデン                              |
| 脚本賞     | Robert Towne ウォーレン・ベイティ                 |

### ゴールデングローブ賞
| ノミネート |                                         |
| 作品賞     |                                         |
| 主演男優賞 | ウォーレン・ビーティ                    |
| 主演女優賞 | ジュリー・クリスティ ゴールディ・ホーン |
| 助演女優賞 | リー・グラント                          |